# Torenmolen

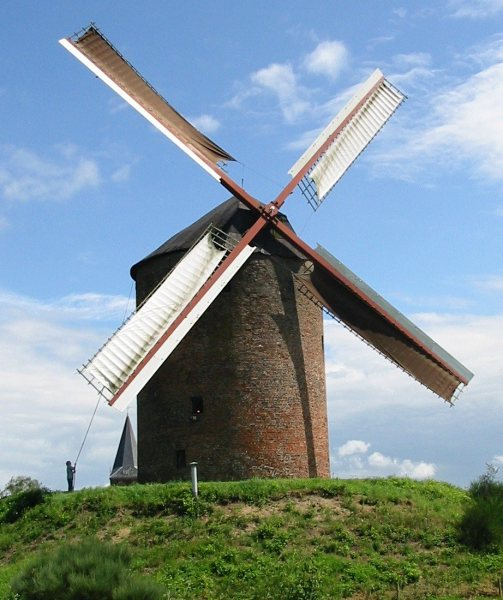
Grafelijke torenmolen in Zeddam

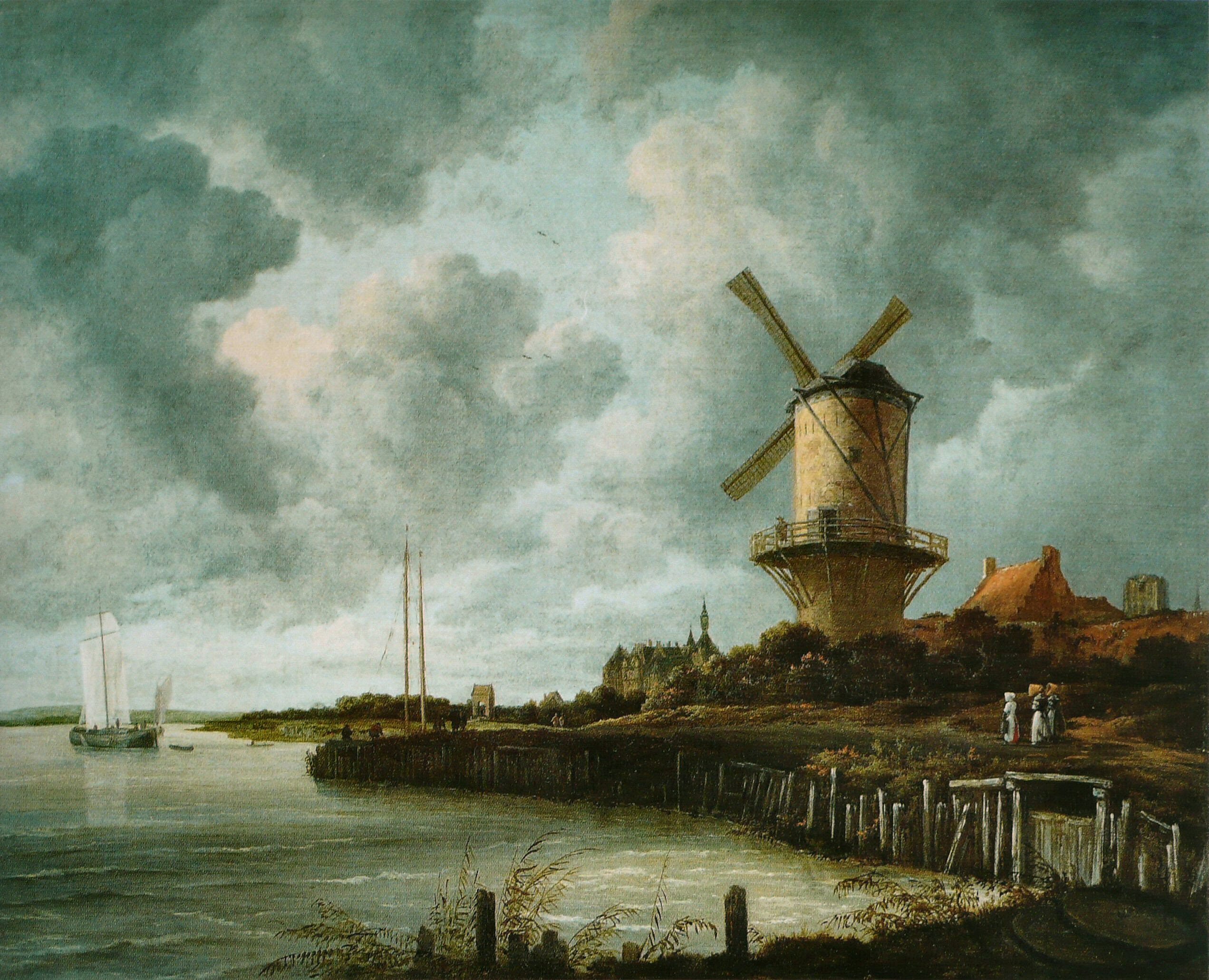
Torenmolen bij Wijk bij Duurstede in 1670 (Jacob van Ruisdael)

De torenmolen is een ronde, zwaar gebouwde stenen windmolen voor het malen van graan, die, wat zijn eerste vermelding betreft, teruggaat tot 1280. De romp is cilindrisch of nagenoeg cilindrisch van vorm en heeft tot 280 cm dikke muren. Oorspronkelijk waren er hoog in de molen maar twee zolders, de kapzolder met daaronder de maalzolder. De torenmolen had vroeger alleen een buitentrap, waarmee men op de maalzolder van de molen kon komen.
In Nederland zijn van dit type molen nog exemplaren aanwezig in Zeddam, Zevenaar en Gronsveld. De molen De Zwaan in Lienden wordt door sommigen ook als een torenmolen gezien, maar anderen vinden dit geen torenmolen. Achter Kasteel Well bevindt zich een molenromp van een torenmolen, de zogenaamde Drakentoren.
Van de torenmolens (in Lienden, Zeddam en Zevenaar) is alleen de kap van binnenuit verkruibaar (binnenkruier). De torenmolens de Grafelijke Korenmolen te Zeddam en De Buitenmolen te Zevenaar hebben twee kruiwerken. De enige torenmolen met een buitenkruiwerk (buitenkruier) is de molen van Gronsveld in Maastricht-Gronsveld, provincie Limburg, die oorspronkelijk ook als binnenkruier is gebouwd, maar in de 18e eeuw een buitenkruiwerk kreeg. Zowel binnenkruiers als buitenkruiers behoren tot de groep van bovenkruiers.

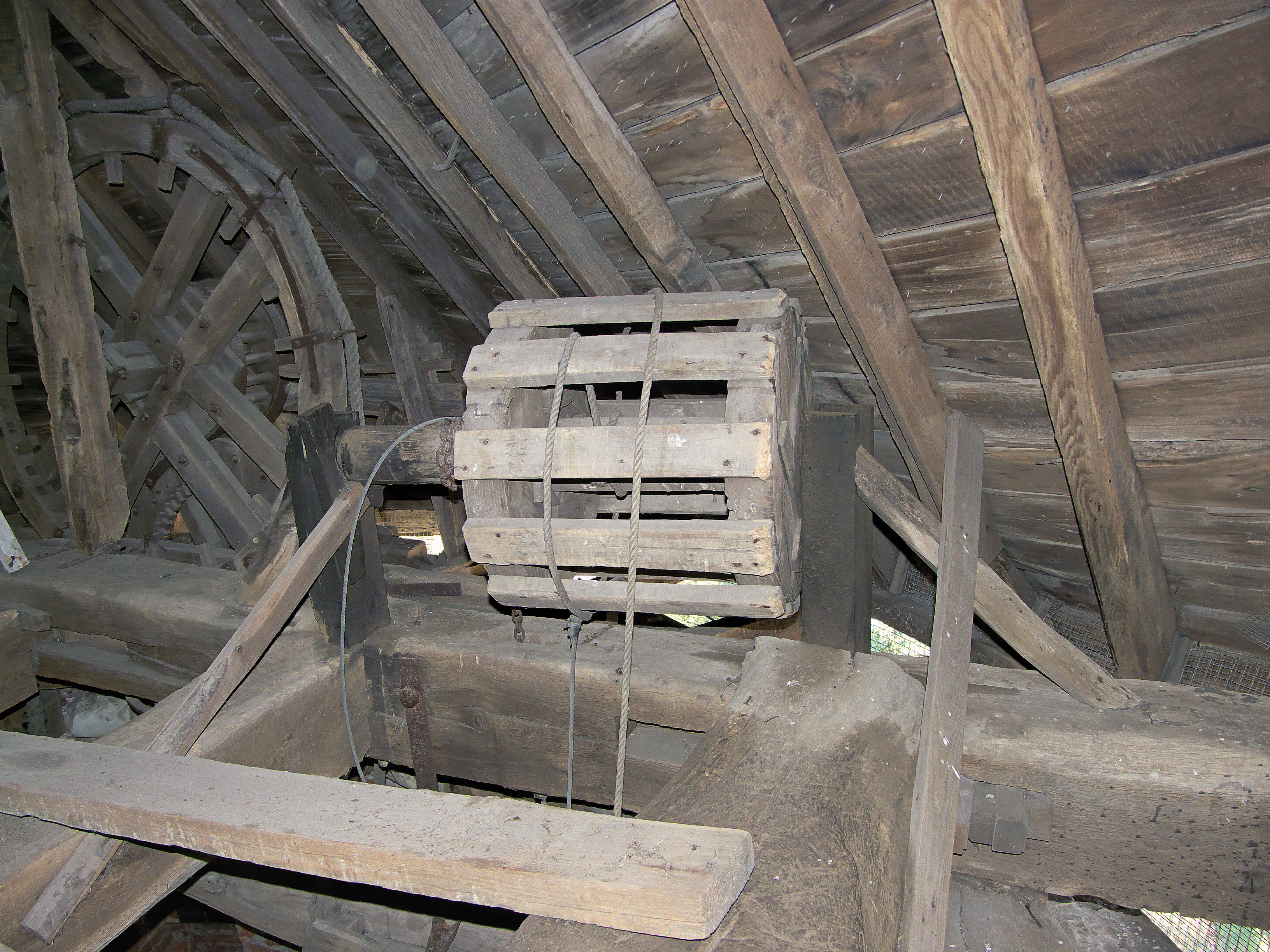
Vangtrommel gemaakt van een oude schijfloop

De Torenmolen van Gronsveld is de zuidelijkst gelegen windmolen van Nederland. De Grafelijke Korenmolen te Zeddam is de meest originele torenmolen en de oudste molen van Nederland. Tot hij in 1929 werd afgebroken was de torenmolen te Huissen de oudste torenmolen van Nederland.
Oorspronkelijk had een torenmolen maar één maalkoppel, dat op de kapzolder lag en direct door het bovenwiel werd aangedreven net zoals bij de standerdmolen. Bij de nog bestaande torenmolens liggen de maalkoppels nu lager in de molen.
Het ophijsen met het luiwerk gebeurt in de muur of gebeurde zoals bij de standerdmolen buiten langs de molen.
Een torenmolen heeft voor het bedienen van de vang (rem) een vangtrommel. De vangtrommel is ook op latere typen molens toegepast; vooral in Zuid-Nederland, omdat daar de meeste torenmolens stonden.

## Kruiwerk
Door de grote kap kan deze alleen gekruid worden met twee kruiwerken, die links en rechts van de voeghouten tussen de roosterhouten zitten. Ze moeten door twee man tegelijkertijd bediend worden. De bediening gebeurt op de kapzolder met behulp van het gaffeltouw dat over het gaffelwiel loopt. Op de as waar het gaffelwiel opzit, zit een rondsel dat een varkenswiel (tandwiel) aandrijft. Het varkenswiel drijft een ander rondsel aan dat over een houten tandkrans loopt. De tandkrans ligt op kardoezen en zit vast aan de houten kardoezen (blokken), die in de stenen muur van de molen liggen. De kap wordt vastgezet met kettingen, die vanaf de voeghouten naar krammen in de houten kardoezen lopen.

## Bijzondere torenmolen
De molen Moulin de Vertain is een torenmolen, waarbij bij het kruien het inwendige in zijn geheel ronddraait.

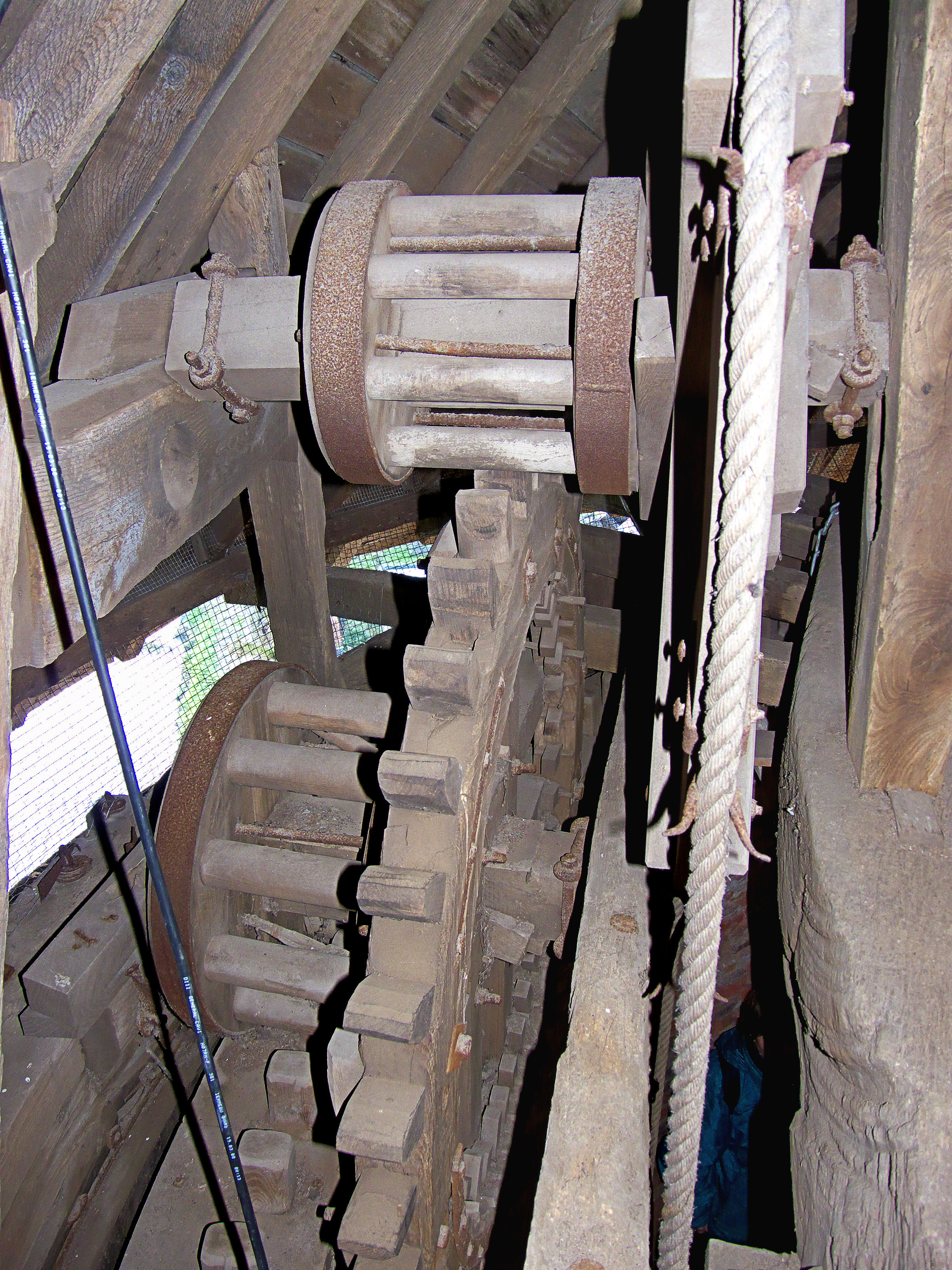
Binnenkruiwerk
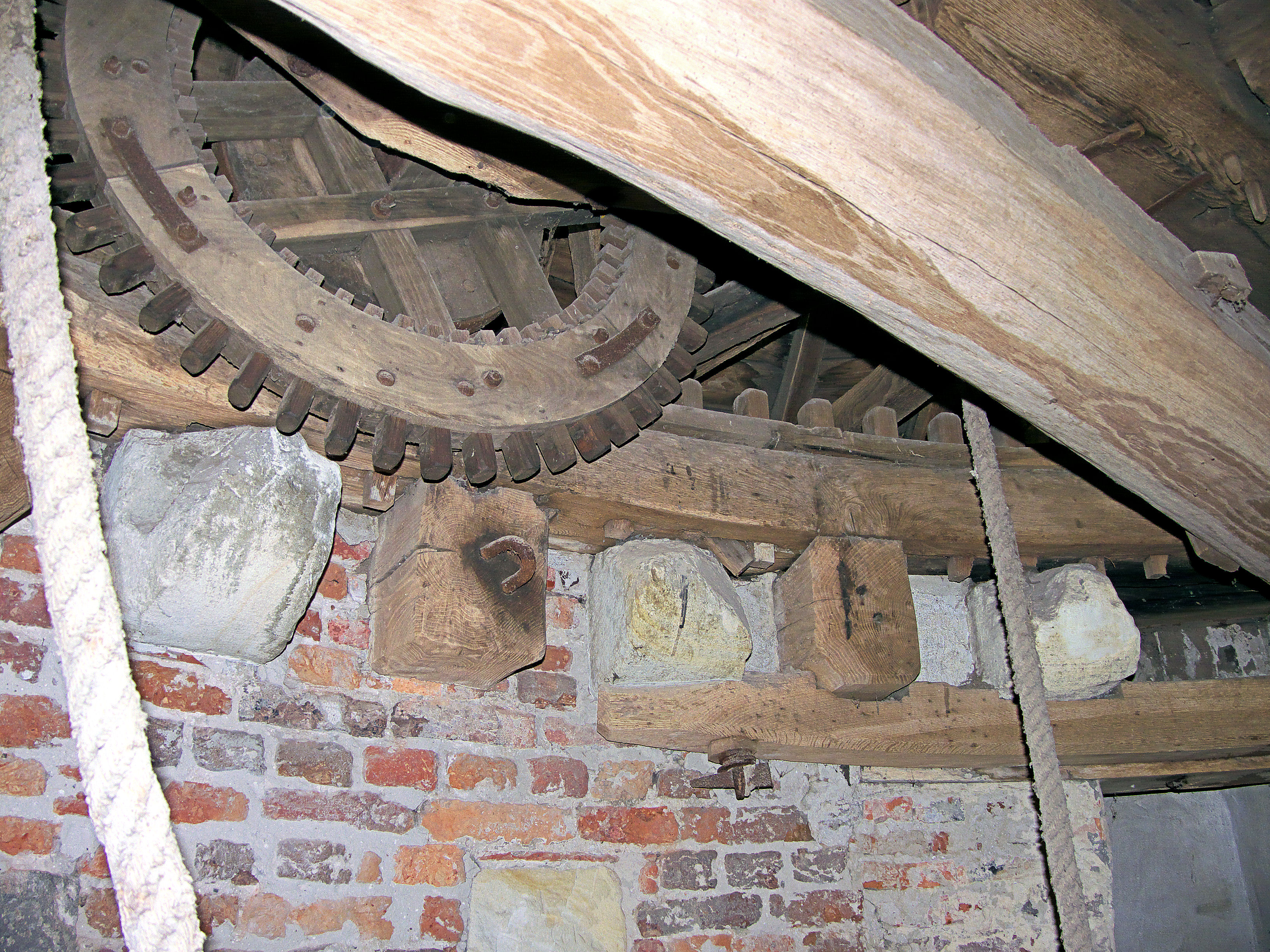
Varkenswiel, tandkrans en stenen en houten kardoezen
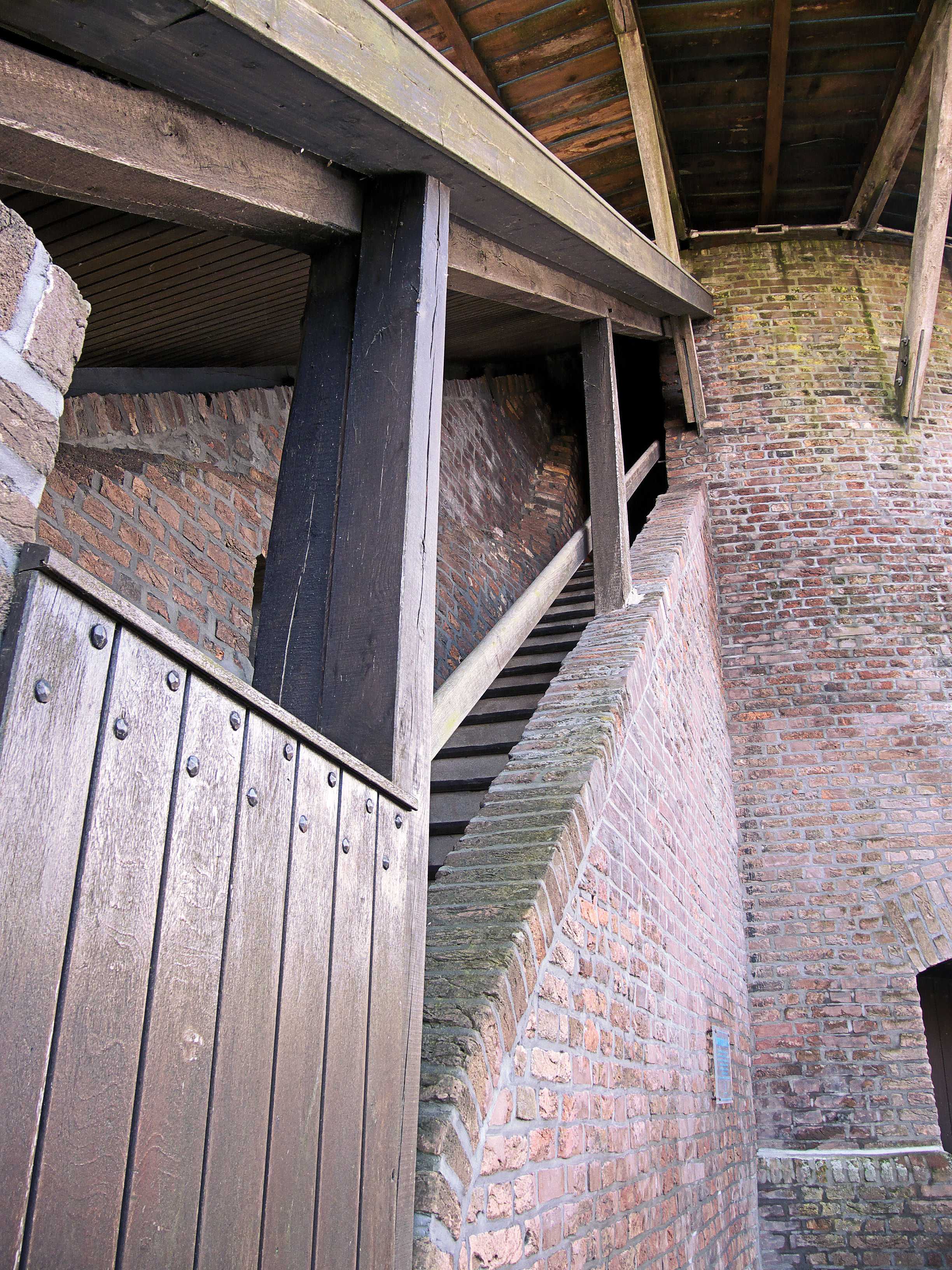
Buitentrap
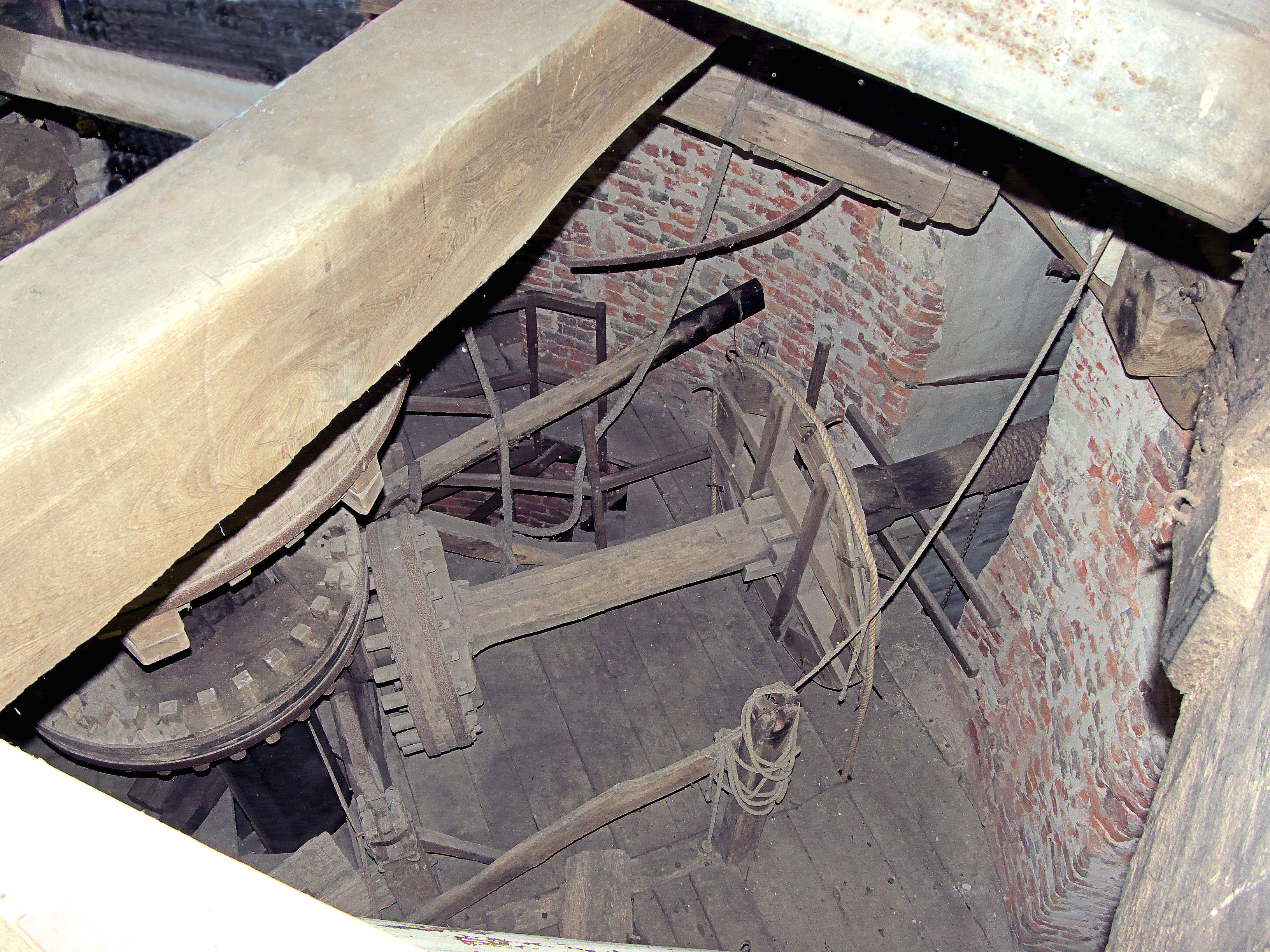
Luiwerk